# Территория Вашингтон
Территория Вашингтон (англ. Washington Territory) — инкорпорированная организованная территория США, существовавшая с 8 февраля 1853 года по 11 ноября 1889 года. Была создана из части Территории Орегон к северу от низовьев реки Колумбия, и севернее 46-й параллели восточнее реки Колумбия.

## История
В 1846 году Орегонский договор завершил спор о границе Орегона, разделив Орегонскую страну между США и Великобританией по 49-й параллели. В 1848 году на отошедших к США землях была организована Территория Орегон. 25 ноября 1852 года группа видных поселенцев из районов Коулиц и Пьюджет-Саунд собралась на «Конвенцию в Монтиселло» и набросала петицию в Округ Колумбия, призывающую к созданию отдельной Территории к северу от реки Колумбия — «Территории Колумбия». Три месяца спустя Конгресс США принял билль о её создании. Конгрессмен Ричард Стэнтон от штата Кентукки предложил назвать Территорию в честь Джорджа Вашингтона, и в итоге Территория Колумбия стала Территорией Вашингтон. Столицей Территории стала Олимпия, а первым губернатором — Айзек Стивенс.
Изначально в границах Территории находились все земли нынешнего штата Вашингтон, а также северная часть Айдахо и запад Монтаны. В 1859 году, при вступлении штата Орегон в состав США, к Территории Вашингтон была присоединена восточная часть Территории Орегон — нынешние юг Айдахо, запад Вайоминга (впоследствии — часть Территории Небраска) и округ Равали штата Монтана.
В 1863 году часть Территории Вашингтон, находящаяся восточнее реки Снейк и 117-го меридиана вошла в состав новосозданной Территории Айдахо. Оставшаяся Территория Вашингтон 11 ноября 1889 года вошла в состав США в качестве 42-го штата — штата Вашингтон.

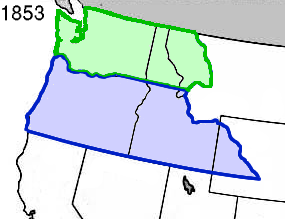
Территория Вашингтон (зелёный) и Территория Орегон (голубой) в 1853 году
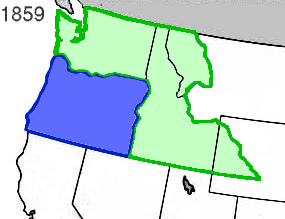
Территория Вашингтон (зелёный) и штат Орегон в 1859 году
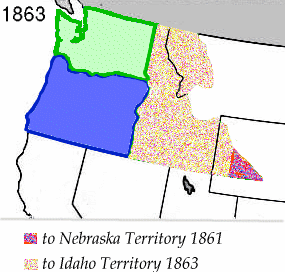
Части, переданные Территории Небраска и Территории Айдахо в 1863 году